# Kevin McBride
Kevin Martin McBride (* 5. Mai 1973 in Clones, County Monaghan, Irland) ist ein ehemaliger irischer Boxer.

## Amateurkarriere
Kevin McBride wurde 1992 irischer Meister im Superschwergewicht und konnte sich bei der europäischen Olympiaausscheidung in Kopenhagen für die Olympischen Spiele 1992 in Barcelona qualifizieren. Dort schied er im Achtelfinale gegen Peter Hrivňák aus.

## Profikarriere
Sein Profidebüt als Boxer gab McBride im Dezember 1992, dabei gelang ihm nur ein Unentschieden. Er boxte anfangs vorwiegend in Großbritannien und gelegentlich in den USA, schlug aber selbst für Anfängerverhältnisse schwach einzuschätzende Gegner mit in der Regel wenig Profikämpfen oder einer negativen Kampfbilanz. Die Londoner Zeitung „Boxing News“ unterstellte ihm zu diesem Zeitpunkt Alkoholprobleme und Trainingsfaulheit.
In seinem 20. Profikampf am 7. Februar 1997 verlor er gegen Louis Monaco, zu diesem Zeitpunkt bei vier Siegen und sechs Niederlagen stehend, durch technischen KO in der fünften Runde. Da seine Bilanz aber von den Zahlen her beeindruckend war (und wohl auch wegen seiner imposanten optischen Erscheinung), blieb er noch mit Abstrichen vermarktbar. Am 30. August 1997 boxte er in Berlin gegen Axel Schulz und verlor durch Abbruch in Runde neun. Er hatte bis dahin in einem Profikampf nie länger als sieben Runden im Ring gestanden. Kurz darauf unterlag er gegen den Briten Michael Murray, der seine letzten sieben Kämpfe verloren hatte, McBride aber KO schlagen konnte.
McBride siedelte in die USA nach Brockton über, wo eine große irische Gemeinde besteht. Unter Goody Petronelli, dem Ex-Trainer von Marvin Hagler, verbesserte er sich deutlich und ging nur noch gegen DaVarryl Williamson KO. Wirklich gute Gegner schlug er jedoch auch dort nie.

### Der „Höhepunkt“
Der Höhepunkt seiner Karriere war der Kampf gegen Mike Tyson am 11. Juni 2005 in Washington, D.C. Schon 1995, nachdem Tyson aus dem Gefängnis entlassen worden war, hatte McBride gegen ihn antreten sollen, was allerdings an McBrides Gage scheiterte. Auch 2004 bekam McBrides Management das Angebot gegen Tyson zu boxen, aber man konnte sich wieder nicht über die Höhe der Gage einigen. Als im April 2005 der Kampf stand, verständigte man sich schließlich auf eine Entlohnung von 5 Millionen Dollar für Tyson und 250.000 Dollar für McBride. Der trotz der 2004 erlittenen KO-Niederlage gegen Danny Williams als hoher Favorit gehandelte Tyson gab den Kampf, nach Punkten führend, nach der sechsten Runde auf, nachdem McBride ihn am Ende der Runde mehr oder weniger niedergeschlagen hatte (offiziell wurde kein Niederschlag verzeichnet, weil McBride seinen Gegner nach dem Schlag zu Boden gedrückt hatte).

### Nach Tyson
Im August 2006 sollte McBride gegen Sjarhej Ljachowitsch um die WBO-Weltmeisterschaft boxen. Der Kampf wurde jedoch abgesagt; er sollte nun im Oktober gegen Andrzej Gołota in den Ring steigen. Kurz darauf wurde jedoch auch diese Begegnung abgesagt. Stattdessen boxte er am 7. Oktober gegen Mike Mollo (Bilanz 16-1) und ging nach katastrophaler Vorstellung in der zweiten Runde KO. Am 6. Oktober 2007 kam es doch noch zum Kampf gegen Gołota; McBride konnte in der ersten Runde Wirkungstreffer landen, wurde in der Folge jedoch klar beherrscht. In Runde sechs wurde der Kampf schließlich abgebrochen.
Am 9. April 2011 kämpfte McBride im Prudential Center in Newark (New Jersey) gegen den Polen Tomasz Adamek. McBride konnte der Schnelligkeit von Adamek wenig entgegensetzen, ging aufgrund seiner hohen Masse und des viel leichteren Gegners aber nicht k.o. Der technisch überlegene Adamek, der diesen Kampf als Vorbereitung gegen Vitali Klitschko nutzte, gewann eindeutig nach Punkten.
Am 29. Juli 2011 kämpfte McBride in Connecticut gegen den Polen Mariusz Wach um den vakanten WBC International Titel. Wach dominierte den Kampf von Beginn an durch technische Überlegenheit und Schnelligkeit. McBride ging in der vierten Runde spektakulär k.o. und musste mit einer Trage aus dem Ring transportiert werden. Nach dieser Niederlage beendete McBride seine Boxkarriere.